# Бају Кејн (Луизијана)
Бају Кејн (енгл. Bayou Cane) насељено је место без административног статуса у америчкој савезној држави Луизијана.

## Демографија
По попису из 2010. године број становника је 19.355, што је 2.309 (13,5%) становника више него 2000. године.
| Група             | 2000.          | 2010.          |
| Белци             | 14.350 (84,2%) | 14.568 (75,3%) |
| Афроамериканци    | 1.673 (9,8%)   | 2.898 (15,0%)  |
| Азијати           | 119 (0,7%)     | 242 (1,3%)     |
| Хиспаноамериканци | 400 (2,3%)     | 811 (4,2%)     |
| Укупно            | 17.046         | 19.355         |